# Beda Časni
Sveti Beda Časni (672./673. – Jarrow, 26. svibnja 735.), engleski bibličar, crkveni povjesničar, svetac i Crkveni naučitelj.

## Životopis
Beda je rođen 672. ili 673. godine u sjevernoj Engleskoj. Kada mu je bilo tek sedam godina, roditelji su ga kao oblata, neke vrste samostanskoga kandidata, predali sv. Benediktu Biscopu, koji je nekoliko godina prije toga osnovao benediktinski samostan u Wearmouthu. 
Beda je u 19. godini primio red đakonata, a u 30. prezbiterata. Oba mu je reda podijelio biskup Hexhama sv. Ivan Beverly. Sveti Beda cijeli se život bavio proučavanjem Svetog pisma, a bio je i marljiv i plodan pisac. Počeo je pisati već kao đakon. Uz teološke spise napisao je i nekoliko asketskih. Uz crkvenu povijest, sv. Beda je napisao i vrijedna hagiografska djela, a pisao je i gramatička i znanstvena djela. Ona su ga uvrstila među najučenije ljude srednjeg vijeka. Poznato je njegovo povijesno djelo Historia ecclesiastica gentis Anglorum (hrv. „Crkvena povijest naroda Angla”).
Za vrijeme svojih 55 godina redovničkoga života Beda se je rijetko kada udaljio iz svog samostana. Bio je pravo čudo svetosti i učenosti svojeg vremena i njome je zadužio ne samo svoju domovinu Englesku, već i cijelu Crkvu. On u povijesti Crkve ima zaista univerzalno značenje. Iz tog razloga nosi nadimak Časni. Beda Časni umro je 26. svibnja 735. godine. Papa Lav XIII. proglasio ga je i naučiteljem Crkve. 